# Batasuna
Die Batasuna (baskisch für ‚Einheit‘, Aussprache [bata'ɕuna]) war eine 2001 gegründete und 2003 in Spanien verbotene baskisch-nationalistische Partei. Sie war der Nachfolger der 1978 im spanischen Baskenland gegründeten linksgerichteten Partei Herri Batasuna (Volksunion, HB). Batasuna blieb trotz des Verbots im Baskenland und Navarra weiterhin auch in der Öffentlichkeit aktiv, weshalb Ermittlungsrichter Fernando Grande-Marlaska die Aktivitäten von Batasuna im Februar 2006 erneut vorläufig verbot. In Frankreich existierte die Partei bis zu ihrer Selbstauflösung am 3. Januar 2013 weiter.
Batasuna stand bereits kurz nach ihrer Gründung im Verdacht, als politischer Arm der baskischen Terrororganisation ETA zu fungieren. Nachdem eine organisatorische oder finanzielle Verbindung zur ETA nicht ausreichend nachgewiesen werden konnte, wurde die Partei aufgrund des Parteiengesetzes von 2002 (Ley de Partidos von 2002) am 17. März 2003 gerichtlich verboten. Die EU führt die Batasuna als Terroristische Vereinigung und Teil der ETA. Seit der weitgehenden Zerschlagung der ETA durch die spanischen und französischen Autoritäten im Jahr 2007 hat Batasuna jede Bedeutung verloren.

## Geschichte

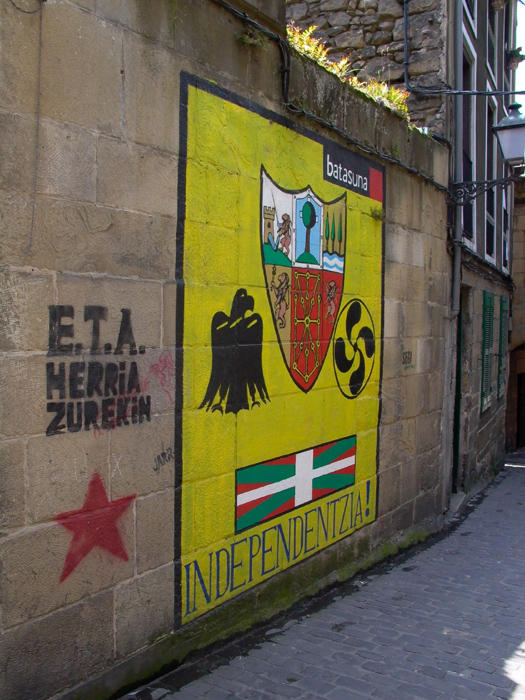
Batasuna-Wandmalerei in Pasaia (links daneben ein mit Stencil-Schablone gesprühtes ETA-Graffiti)

Herri Batasuna (HB), der Vorgänger von Batasuna, wurde 1978 in Pamplona gegründet. HB war ein Zusammenschluss mehrerer Organisationen. Ideologisch einte sie ein revolutionärer und antikapitalistischer Sozialismus und ein radikaler baskischer Separatismus. Auslöser war ihre Ablehnung der spanischen Verfassung von 1978. Joseba Permach und Arnaldo Otegi waren die Sprecher der Partei. Otegi war bis 1981 aktives ETA-Mitglied, er gehörte der 1982 aufgelösten Abspaltung ETA-pm (politisch-militärisch) an.
Batasuna und ihr Vorgänger bestritten Verbindungen zur ETA. Mehrere Versuche, die Partei zu verbieten, scheiterten während der 1980er Jahre und in den 1990er Jahren, weil organische Verbindungen nicht bewiesen werden konnten. Im Februar 1981 führte HB eine Störaktion gegen einen offiziellen Besuch von Juan Carlos im Baskenland durch. Dabei unterbrachen 43 Aktivisten dessen Rede in der Casa de Juntas in Gernika mit Gesängen, die ihrerseits von den Äußerungen der übrigen Anwesenden übertönt wurden.
Der Vorsitzende und Senatsabgeordnete der HB, Santiago Brouard, hatte im November 1984 in Bilbao einem Mordanschlag der von hohen Funktionären der sozialistischen Regierung unter Felipe González finanzierten und gedeckten Todesschwadronen, den sogenannten Antiterroristischen Befreiungsgruppen (GAL), zum Opfer gefallen. Herri Batasuna lehnte die Abkommen von Ajuria Enea vom Januar 1988 ab, in dem sich andere baskische Regionalparteien und die PSE-PSOE für einen politischen und gewaltfreien Weg aussprachen.
Im Dezember 1997 erging ein Schuldspruch gegen 23 Mitglieder von HB wegen „Verbindung mit einer bewaffneten Organisation“, sie erhielten siebenjährige Haftstrafen wegen Verbreitung von Propaganda. Ab Juni 1998 ging der Ermittlungsrichter Baltasar Garzón am nationalen Gerichtshof Audiencia Nacional juristisch gegen Batasuna vor. Am 5. Oktober 2007 nahm die spanische Polizei bei ihrem bislang schwersten Schlag 22 hochrangige Mitglieder der Batasuna, praktisch die gesamte Führung der Organisation, fest. Die Razzia fand im baskischen Ort Segura statt, wo der Batasuna-Vorstand nach Medienangaben ein Geheimtreffen abhielt. Den Verhafteten, darunter Joseba Permach, wurde die Unterstützung einer terroristischen Vereinigung vorgeworfen. 
Der baskische Innenminister Javier Balza bezeichnete die Polizeiaktion als kontraproduktiv, da die Partei immer noch über einen großen Rückhalt in der Bevölkerung verfüge und der politische Dialog auf diese Weise untergraben werde. Auf Initiative der bürgerlichen Regionalregierung von José Antonio Ardanza der Partei EAJ/PNV, wurde gegen den Willen von PP und PSOE ein Friedensplan, bekannt als „Plan Ardanza“, veröffentlicht. Der darin geforderte „Dialog ohne Grenzen“ sollte, bei einer gleichzeitigen Beendigung des bewaffneten Kampfes, auch Herri Batasuna einbeziehen. Mit dem am 12. September 1998 von den Regionalparteien unterzeichneten Pakt von Estella entstand das linke Wahlbündnis Euskal Herritarok (EH, deutsch Baskische Bürger) mit Teilnahme von Herri Batasuna. Der Dialog sollte gemäß EAJ/PNV zur „politischen Souveränität“ des Baskenlandes führen.

## Status und Wahlen
Am 26. August 2002 verabschiedete das Parlament das neue Parteiengesetz, wodurch Garzón auch die Parteirechte von Batasuna zunächst für drei Jahre vorläufig aussetzte. Das Parteiverbotsverfahren wurde offiziell eingeleitet, als Batasuna einen Anschlag der ETA am 4. August 2002 nur bedauerte aber nicht verurteilt hatte, wie es das Gesetz forderte. Im März 2003 wurde die Partei verboten. Das Verbot wurde auf die aufgelösten Parteien HB und EH ausgedehnt.
Anhänger der linken Unabhängigkeitsbewegung bauten daraufhin die Autodeterminaziorako Bilgunea (Sammlung für Selbstbestimmung, AuB) auf, um an den Wahlen teilnehmen zu können. Da für AuB Personen kandidierten, die oft viele Jahre vor dem Parteiverbot für Batasuna oder EH kandidiert hatten, wurde auch AuB vom Obersten Gerichtshof verboten. Am Obersten Gerichtshof war mit dem neuen Parteiengesetz eine Sonderkammer für Parteiverbotsverfahren eingerichtet worden. Batasuna rief ihre Wähler auf, ungültig zu stimmen. (Im selben Monat nahm die US-Regierung die Batasuna in ihre Liste terroristischer Vereinigungen auf.) Batasuna wurde auf Antrag der spanischen Regierung in die EU-Liste terroristischer Organisationen aufgenommen.
Der Verbotsvorgang wiederholte sich anlässlich der Wahlen zum europäischen Parlament 2004. Eine Herritarren Zerrenda („Bürgerliste“) genannte Liste wurde vor den Wahlen in Spanien verboten, trat aber in Frankreich an. Wegen der geringen Bevölkerungszahl im französischen Baskenland zog diese Liste jedoch nicht ins EU-Parlament ein. Die Liste hatte im spanischen Baskenland dazu aufgerufen ungültig zu wählen und feierte die 12 % ungültig abgegebener Stimmzettel als politischen Erfolg. (In vorangegangenen Europawahlen betrug der ungültige Anteil stets weniger als ein Prozent.) Da sich unter den Kandidaten der „Bürgerliste“ keine ehemaligen Batasuna- oder EH-Kandidaten befanden, musste die Sonderkammer das Verbot anderweitig begründen. Argumentiert wurde, die Liste richte sich an dieselbe Wählerschaft wie Batasuna und deren Kandidaten seien Mitglieder der linken Unabhängigkeitsbewegung. Dieselbe Überlegung steht auch hinter der aktuellen Parteilinie des konservativen Partido Popular (PP), der seit Mai 2007 ein automatisches Verbot sämtlicher Kandidatenlisten, die bei Wahlen baskisch-linksnationale Positionen (izquierda abertzale) vertreten, fordert.
Zu den Regionalwahlen im Autonomen Baskenland am 17. April 2005 gab Batasuna eine Wahlempfehlung für die PCTV-EHAK, die Kommunistische Partei der Baskischen Territorien, ab. Die Partei war schon vor dem Batasuna-Verbot 2002 unter der Regierung Aznar registriert und zugelassen worden. Die Partei übernahm das Minimalprogramm von Aukera Guztiak (Alle Optionen). Die zuvor neu gegründete Bürgerliste wollte garantieren, dass alle gesellschaftlichen Sektoren im neuen Regionalparlament vertreten seien. Aukera Guztiak war verboten worden, weil Kandidaten im Kontakt mit dem Chef der legalen linksnationalistischen Gewerkschaft LAB gestanden hätten, die Batasuna nahesteht. EHAK zog mit 12,5 % der Stimmen ins baskische Parlament ein und holte neun Sitze, zwei mehr als Batasuna zuvor. Kritiker behaupten, EHAK sei von Batasuna unterwandert. Aralar erlangte 2,3 % der Stimmen und zog mit einem Abgeordneten ins baskische Parlament ein. Am 8. Februar 2008 wurde dann auch EHAK, ebenso wie die traditionsreiche linksnationale Partei ANV (Acción Nacionalista Vasca), von Richter Baltasar Garzón für die Dauer von drei Jahren verboten, ihr Antreten bei den Wahlen 2008 somit verhindert.
Batasuna hatte nach dem Wahlverlust der Konservativen den Sozialisten einen Vorschlag für eine friedliche Lösung gemacht. Die Partei hatte unter dem Titel Orain Herria – Orain Bakea (Jetzt das Land – Jetzt den Frieden) im November 2004 mehr als 15.000 Menschen im Radsportstadion von Donostia-San Sebastián versammelt. Regierungschef José Luis Zapatero (PSOE) ließ sich vorsichtig auf den Vorschlag ein. Ihm wurde im Mai 2005 vom spanischen Parlament die Erlaubnis erteilt, mit der ETA über eine friedliche Beilegung des Konflikts zu verhandeln. Teile der ETA nutzten allerdings den Waffenstillstand zur logistischen Neuordnung. Im Dezember 2006 begann mit einem Sprengsatz im Madrider Flughafen Barajas eine großangelegte Anschlagsserie. Nachdem die Verhandlungen dermaßen gescheitert waren, wurden im Oktober 2007 nahezu alle ranghohen Vertreter von Batasuna wegen Verstoßes gegen das Parteiengesetz verhaftet. Sie wurden beschuldigt, ihre „illegale Tätigkeit“ in der verbotenen Partei weitergeführt zu haben.

## Bestätigung des Verbots durch den EGMR
Im Dezember 2007 nahm der Europäische Gerichtshof für Menschenrechte in Straßburg die Klage von Batasuna an und prüfte die Legitimität des Parteiengesetzes und das Verbot von Batasuna und zahlreicher anderer Parteien und Wählerlisten. Das Straßburger Gericht bestätigte alle wesentlichen Argumente der spanischen Regierung und befand unter anderem:
„89. Das Gericht betrachtet im vorliegenden Fall, dass die nationalen [Spanischen] Gerichte nach Einsicht der ihnen vorliegenden detaillierten Beweise zu angemessenen Entscheidungen gelangt sind und dass es keinen Anlass gibt von den Schlussfolgerungen des [Spanischen] Obersten Gerichts abzuweichen, dass eine Verbindung zwischen den Klägern [Herri Batasuna und Batasuna] und ETA bestand.“
Das Parteiengesetz wurde am 30. Juni 2009 einstimmig für menschenrechtskonform erklärt. Daraufhin kassierte das spanische Verfassungsgericht im Mai erstmals das Verbot einer neuen Wählerliste, das zuvor auf Antrag der Regierung der Oberste Gerichtshof ausgesprochen hatte, hinter der angeblich auch Batasuna stehen soll.
Juristisch wurde das Vorgehen gegen Batasuna auch durch die Anklagen des Ermittlungsrichters Baltasar Garzón, der mit seinen vorläufigen Verboten mit der Schließung der baskischen Tageszeitung Egin und Radio Egin Irratia 1998 begann. Anschließend wurde Koordinadora Abertzale Sozialista (KAS) verboten. Das Urteil von Garzóns Nationalem Gerichtshof teilte der Oberste Gerichtshof in Madrid nicht. Die obersten Richter kippten nach 11 Jahren das Verbot der Zeitung Egin im Mai 2009. Die hohen Haftstrafen wurden genauso aufgehoben wie die „Einziehung und Auflösung des Vermögens“, das längst wertlos ist. Der Oberste Gerichtshof hatte bereits die neue baskische Partei Sortu (Geburt) für illegal erklärt, weil die Richter darin eine Nachfolge-Organisation von Batasuna sahen.

## Selbstauflösung in Frankreich
Am 3. Januar 2013 gaben zwei Sprecher der Partei in Frankreich, wo Batasuna auch nach dem Verbot in Spanien legal weiterexistierte, ihre Auflösung bekannt. Zur Begründung gaben sie an, dass man in eine neue Phase eingetreten sei, in der Batasuna kein adäquates politisches Mittel mehr sei.
Auch in Belgien gab es eine Niederlassung der Partei, auf die der Papstattentäter Juan María Fernández y Krohn einen Brandanschlag verübte.